# 白頭大幹
白頭大幹（韓語：백두대간）是朝鮮人在朝鮮日據時期前對朝鮮半島的地理概念，指的是半島的山脈由白頭山（中國人稱長白山）到智異山是半島的脊梁。當中包括了摩天嶺山脈、狼林山脈、太白山脈和小白山脈，全長1,400公里。另外有十四條正脈。
主要的山峰有金剛山、雪岳山、太白山、俗離山、德裕山等，皆為朝鮮半島的名勝。